# 의왕운수
의왕운수(義王運輸)는 경기도 의왕시의 마을버스 회사로, 주 사무소는 경기도 의왕시 오전동에 있다. 백운여객, 성남시의 마을버스 업체인 성남교통, 성남여객, 광성운수, 고양시의 시내버스 업체인 서울여객 등의 계열사이다.

## 역사
2000년대 초 안양시의 마을버스 업체인 호계운수로부터 마을버스 03번을 인수받아 의왕운수를 설립하였다. 이후 왕곡교통을 인수하여 계열사인 백운여객을 설립하였다. 그러다 2009년 안양시의 시내버스 업체인 삼영운수에 인수되었다. 2010년 초에는 모락터널 개통으로 신미주아파트까지 들어가는 마을버스 03-1번을 신설하여 운행하다가 곧 폐선하였다. 이후 2012년에 성남시의 마을버스 업체인 서현교통(현 성남교통)에 인수되었다.

## 운행 노선
| 노선 번호 | 운행구간          | 운행구간 | 운행구간        | 경유지 | 배차 간격 (분) | 비고 |
| --------- | ----------------- | -------- | --------------- | --- | -------------- | ---- |
| 03        | 모락산 현대아파트 | ↔        | 부흥동 관악타운 | 의왕가구단지, 모락중학교, 모락고등학교, 평촌공고, 평촌학원가, 평촌고등학교, 범계역, 부흥고등학교→관악타운→경기글로벌통상고 | 6~7            |      |

## 보유 차량
그린시티와 하이거 하이퍼스로 운행한다.